# Peters Butte
Peters Butte ist ein steilwandiger Zeugenberg mit abgeflachtem Gipfel im westantarktischen Marie-Byrd-Land. In den Long Hills der Horlick Mountains ragt er an der Südseite des McCarthy Valley auf.
Der United States Geological Survey kartierte den Berg anhand eigener Vermessungen und Luftaufnahmen der United States Navy aus den Jahren von 1958 und 1960. Das Advisory Committee on Antarctic Names benannte ihn 1962 nach Norman L. Peters, Meteorologe auf der Byrd-Station im Jahr 1958.